# Triomfboog (kerk)

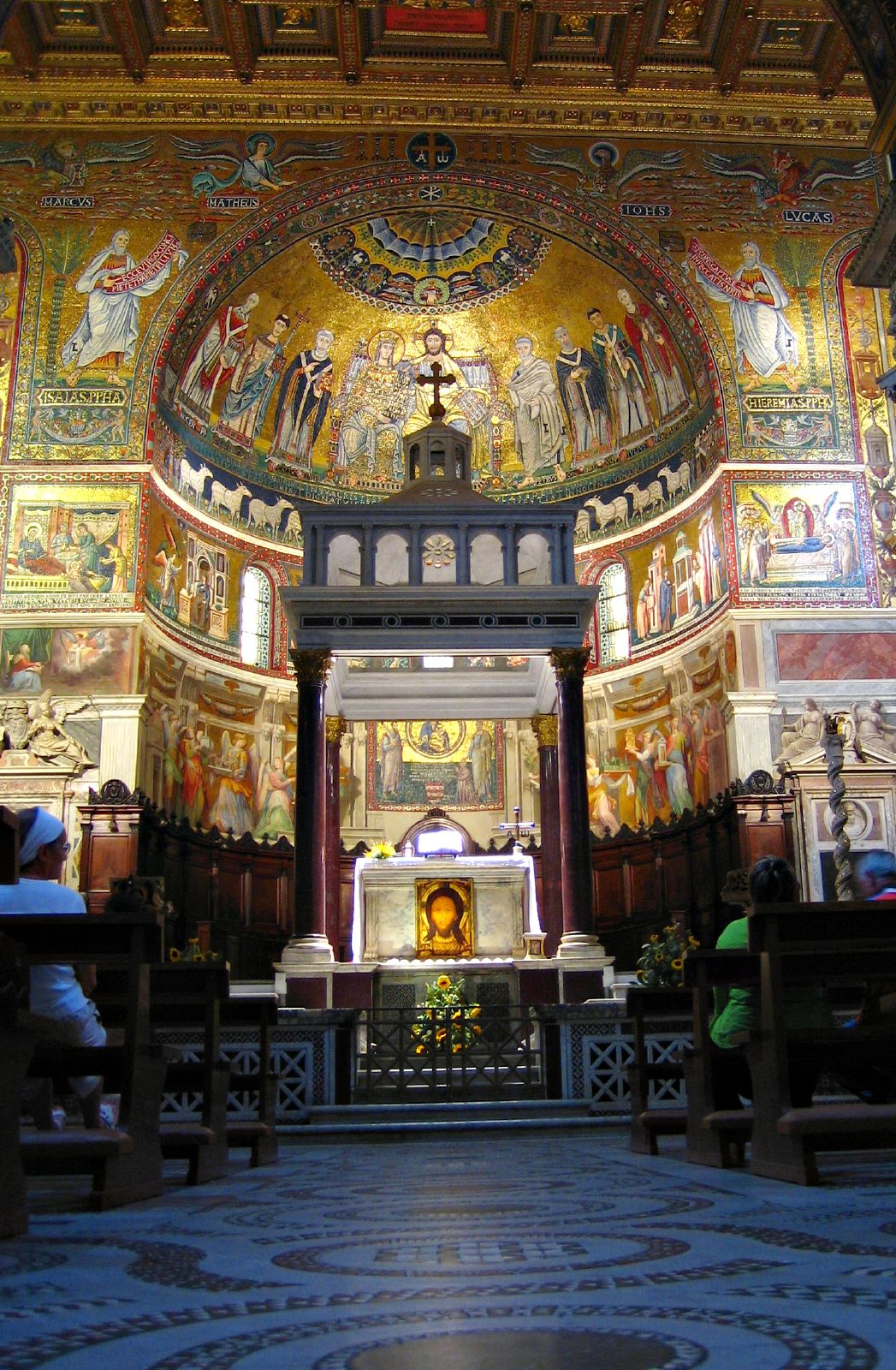
Triomfboog van de Santa Maria In Trastevere (Rome) met om de apsis mozaïeken van de 4 evangelisten en de profeten Jesaja (l) en Jeremia (r)

In de kerkbouw vormt de triomfboog het gedeelte van de achterwand rondom de halfronde apsis. De benaming triomfboog wordt vervolgens ook gebruikt voor de overgang van het schip naar het uit de apsis ontstane koor.
Op de triomfboog zijn vaak schilderingen of mozaïeken aangebracht die een verheerlijkende religieuze functie hebben, zoals engelen, de stad Jeruzalem, en dergelijke. Later werd vaak een triomfbalk onder de triomfboog geplaatst.